# بیارنی تریگواسون
بیارنی تریگواسون (به انگلیسی: Bjarni Tryggvason)؛ زادهٔ ۲۱ سپتامبر ۱۹۴۵ – ۵ آوریل ۲۰۲۲) فضانورد اهل کشور کانادا بود که در ۲۱ سپتامبر ۱۹۴۵ میلادی در ریکیاویک زاده شد. وی در مأموریت اس‌تی‌اس-۸۵ حضور داشته است.